# Phi2 Orionis
Phi2 Orionis (φ2 Orionis, φ2 Ori, auch Khad Posterior) ist ein Stern, er liegt ca. 0,71° entfernt von seinem Begleiter Phi1 Orionis (auch Khad Prior). Chadd (in englischer Umschrift Khad) kommt aus dem Arabischen, der arabische Name der beiden Sterne ist arabisch خد الجوزاء chadd al-dschauza', DMG ḫadd al-ǧawzāʾ ‚Wange des Zentralen‘.